# Chloroclysta phailota
Chloroclysta phailota är en fjärilsart som beskrevs av Bang-haas 1927. Chloroclysta phailota ingår i släktet Chloroclysta och familjen mätare. Inga underarter finns listade i Catalogue of Life.